# Centro de Investigaciones Sociológicas
El Centro de Investigaciones Sociológicas (CIS) es un organismo público español, adscrito al Ministerio de la Presidencia, Justicia y Relaciones con las Cortes, cuyo fin es el estudio científico de la sociedad española, normalmente a través de la elaboración de encuestas periódicas, por propia iniciativa del Centro o por petición de otros organismos. Desde enero de 2009 el CIS difunde gratuitamente, a través de su página web, todos los archivos de microdatos de las encuestas realizadas por el Centro, junto con la información necesaria para su utilización secundaria por parte de analistas e investigadores.
Además de su actividad de realización y archivo de encuestas (a las que se suman algunas investigaciones cualitativas) el CIS edita una revista de investigación, la Revista Española de Investigaciones Sociológicas (Reis) y diversas colecciones de libros especializados en distintas materias de las ciencias sociales. Asimismo, el CIS organiza anualmente un Curso de posgrado de formación de especialistas en investigación social aplicada y análisis de datos y mantiene abiertos diversos programas de fomento de la investigación social.

## Historia
El CIS se creó en enero de 1963 con la denominación de Instituto de la Opinión Pública (IOP) y fue remodelado en 1977, cuando pasó a denominarse Centro de Investigaciones Sociológicas (CIS) con las mismas funciones y estructura.
La Ley de Presupuestos Generales del Estado para 1990 estableció en su artículo 84 la transformación del Centro en un organismo autónomo, que fue concretado en el Real Decreto 1526/1990, de 8 de noviembre, y desde 1995 se rige por estrictas condiciones legales en cuanto a la transparencia de sus trabajos y la difusión de sus resultados.
Con fecha de 2017, el CIS había realizado, a lo largo de toda esta trayectoria, unas 2 200 encuestas o estudios de opinión.[cita requerida]

## Funciones
De acuerdo a la Ley 39/1995, de 19 de diciembre, de Organización del Centro de Investigaciones Sociológicas, son:
1. Realización de estudios que contribuyan al conocimiento científico de la sociedad española.
2. Realización de estudios que contribuyan al conocimiento científico de la realidad social de las diferentes comunidades autónomas.
3. Realización de estudios que proporcionen diagnósticos sobre situaciones y asuntos sociales y sirvan de orientación a los poderes públicos en sus iniciativas normativas y ejecutivas.
4. Creación y mantenimiento de bases de datos en las materias de su competencia.
5. Difusión, a través de sus publicaciones, de los resultados de la actividad científica del Organismo, así como de otros estudios de naturaleza académica que contribuyan al conocimiento científico de la sociedad española.
6. Colaboración con centros universitarios y de investigación para la realización de proyectos de investigación conjuntos y para la formación de investigadores en ciencias sociales.

## Estructura orgánica
De acuerdo a lo dispuesto en el Real Decreto 166/2025, de 4 de marzo, que reestructura el organismo, son órganos de este:
- La Presidencia, con rango de Subsecretaría.

- La Dirección General de Coordinación e Investigación, de la que dependen, con rango de Subdirección General:
  - El Departamento de Tecnologías de la Información y Comunicaciones.
  - El Departamento de Banco de Datos.
  - El Departamento de Publicaciones y Fomento de la Investigación.

- La Secretaría General, con rango de Subdirección General.

Asimismo, existe un Consejo Asesor, para dar asesoramiento a los órganos del CIS, y una Intervención Delegada de la Intervención General de la Administración del Estado (IGAE), con rango de Subdirección General.

## Presidencias del IOP y del CIS
Relación cronológica de quienes han ocupado la presidencia del Instituto de la Opinión Pública (desde 1963 hasta 1977), y del Centro de Investigaciones Sociológicas (de 1977 en adelante).
- Luis González Seara (julio de 1963 - octubre de 1967)
- Salustiano del Campo Urbano (octubre de 1967 - enero de 1971)
- Ramón Cercós Bolaños (enero de 1971 - primeros meses de 1972)
- Alejandro Muñóz-Alonso Ledo (primeros meses de 1972 - julio de 1973)
- Rafael Ansón Orliart (julio de 1973 - febrero de 1974)
- Francisco Murillo Ferrol (febrero de 1974 - octubre de 1974)
- Pablo Sela Hoffmann (enero de 1975 - marzo de 1976)
- Luis López-Ballesteros y Cervino (abril de 1976 - octubre de 1976)
- Juan Díez Nicolás (octubre de 1976 - abril de 1979)
- Rafael López Pintor (abril de 1979 - enero de 1983)
- Julián Santamaría Ossorio (enero de 1983 - marzo de 1987)
- Rosa Conde Gutiérrez del Álamo (marzo de 1987 - julio de 1988)
- Luis Rodríguez Zúñiga (septiembre de 1988 - mayo de 1991)
- Joaquín Arango Vila-Belda (julio de 1991 - mayo de 1996)
- Pilar del Castillo Vera (mayo de 1996 - abril de 2000)
- Ricardo Montoro (mayo de 2000 - mayo de 2004)
- Fernando Vallespín Oña (mayo de 2004 - mayo de 2008)
- Belén Barreiro Pérez-Pardo (mayo de 2008 - septiembre de 2010)
- Ramón Ramos Torre (septiembre de 2010-enero de 2012)
- Félix Requena Santos (enero de 2012- diciembre de 2016)
- Cristóbal Torres Albero (diciembre de 2016 - junio de 2018)[9]
- José Félix Tezanos (junio de 2018 -)[10]

Fuente: Página web del CIS

## Encuestadores
Los encuestadores que aplican las encuestas del CIS recorren las secciones censales incluidas en la muestra, siguiendo unas rutas aleatorias, y contactan con los ciudadanos en sus casas con el fin de recoger sus opiniones sobre el tema objeto de la encuesta. 
De esta manera, su trabajo consiste en la recogida de datos o trabajo de campo que refiere la aplicación del cuestionario a las personas que forman parte de la muestra.